# Чиковані Михайло Герасимович
Михайло Герасимович Чиковані (23 квітня 1911, станція Казанджик Красноводського повіту Закаспійської області, тепер Туркменістан — ?) — узбецький і грузинський радянський державний діяч, голова Ради міністрів Абхазької АРСР, 1-й секретар Сухумського міського комітету КП Грузії. Член ЦК Комуністичної партії Грузії. Депутат Верховної ради Узбецької РСР. Депутат Верховної ради Грузинської РСР. Депутат Верховної ради СРСР 3—7-го скликань. 

## Життєпис
Народився в родині робітника. У 1925 році разом із сім'єю переїхав до міста Ташкента і почав працювати за наймом у кустарів.
З 1929 року працював токарем, помічником майстра, майстром на Ташкентському паровозо-вагоноремонтному заводі імені Кагановича. У 1929 році вступив до комсомолу. Одночасно, з 1930 року — комсорг механічного цеху Ташкентського заводу імені Кагановича.
Член ВКП(б) з 1932 року.
З 1932 по 1934 рік — секретар комітету комсомолу Ташкентського паровозо-вагоноремонтного заводу імені Кагановича.
У 1934—1935 роках — інструктор політичного відділу Управління Середньоазіатської залізниці в Ташкенті.
З 1935 по 1937 рік служив у Червоній армії.
У 1937—1939 роках — 1-й секретар Фрунзенського районного комітету КП(б) Узбекистану; 1-й секретар Куйбишевського районного комітету КП(б) Узбекистану Ташкентської області.
У 1939—1940 роках — 2-й секретар ЦК ЛКСМ Узбекистану.
У 1940—1941 роках — секретар Ташкентського обласного комітету КП(б) Узбекистану з кадрів.
У 1941 році — 2-й секретар Самаркандського обласного комітету КП(б) Узбекистану.
З 1941 по жовтень 1945 року — у Червоній армії, учасник німецько-радянської війни з березня 1942 року. Був комісаром окремої бригади РСЧА. У 1942—1943 роках служив начальником політичного відділу 4-го кавалерійського корпусу Сталінградського фронту. З серпня 1943 року — на політичній роботі в 112-й гвардійській дивізії, начальник політичного відділу 5-ї повітряно-десантної дивізії 20-го гвардійського стрілецького корпусу. У жовтні 1943 року був контужений, лікувався в госпіталях. З березня 1944 року — начальник політичного відділу 84-ї гвардійської стрілецької дивізії 2-го Українського фронту. У 1944—1945 роках — начальник політичного відділу 20-го гвардійського стрілецького корпусу 3-го Українського фронту.
У 1945—1946 роках — заступник секретаря ЦК КП(б) Узбекистану.
У 1946—1950 роках — 2-й секретар Ташкентського міського комітету КП(б) Узбекистану.
У 1950—1953 роках — слухач Вищої партійної школи при ЦК ВКП(б) у Москві.
У 1953 році — на відповідальній роботі в апараті ЦК КП Грузії.
У грудні 1953 — січні 1958 року — 1-й секретар Сухумського міського комітету КП Грузії.
У січні 1958 — травні 1967 року — голова Ради міністрів Абхазької АРСР.
З 16 травня 1967 по 25 червня 1975 року — голова Державного комітету Ради міністрів Грузинської РСР із використання трудових ресурсів.
З червня 1975 року — персональний пенсіонер.

## Звання
- підполковник
- гвардії полковник

## Нагороди
- орден Леніна (16.01.1950)
- два ордени Червоного Прапора (15.09.1944, 23.02.1945)
- орден Богдана Хмельницького ІІ ст. (28.04.1945)
- три ордени Трудового Червоного Прапора (1966, 3.09.1971)
- орден Заслуг Угорської Народної Республіки IV класу
- медаль «За оборону Сталінграда» (22.12.1942)
- медаль «За взяття Будапешта» (1945)
- медаль «За взяття Відня» (1945)
- медаль «За перемогу над Німеччиною у Великій Вітчизняній війні 1941—1945 рр.» (1945)
- медалі